# FIRMS
FIRMS (Fire Information for Resource Management System) — бесплатная картографическая веб- платформа, предлагаемая NASA в рамках программы Earth Science Data Systems (ESDS) (Системы данных о науках о Земле). Отображает места возгораний практически в реальном времени.
Создан для мониторинга лесных пожаров . Также используется для информации о пожарах, вызванных военными конфликтами, такими как российское вторжение на Украину и война в Тыграе .

## Технические характеристики

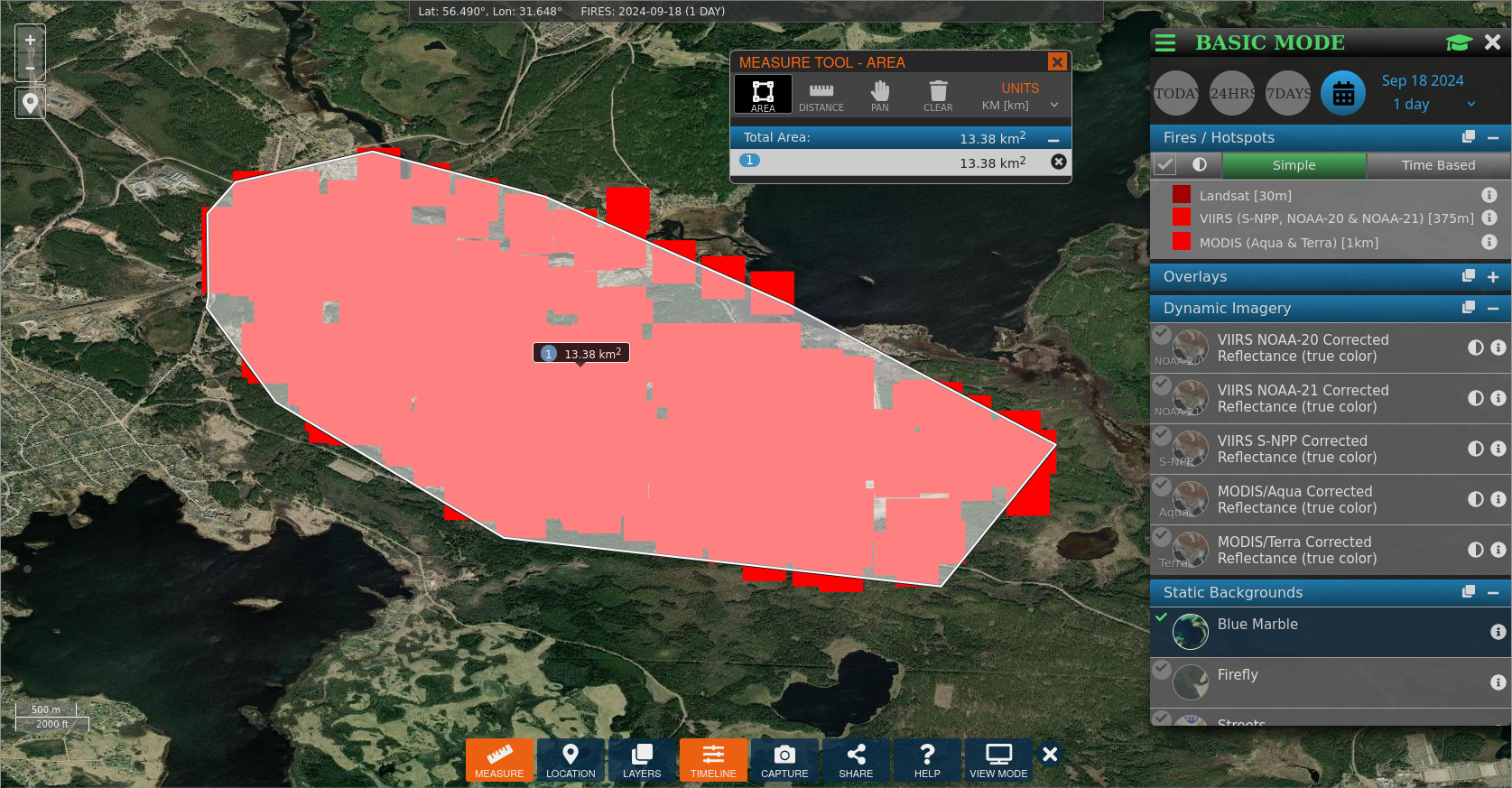
FIRMS предлагает измерительный инструмент для оценки расстояния или, как в этом примере, площади взрывов в окрестностях Торопца

Данные собираются с помощью спутниковых датчиков MODIS и VIIRS. Пространственное разрешение  составляет:  1 км × 1 км (MODIS) и 375 м  × 375 м (VIIRS). Каждое визображение  содержит такие сведения как время обнаружения, координаты, спутник и датчик.

## Разработка
Система FIRMS была разработана  в 2007 году Мэрилендским университетом при финансовой поддержке NASA. С 2010 по 2012 год ее версия эксплуатировалась Продовольственной и сельскохозяйственной организацией ООН (ФАО) .